# پفی‌مرغ نیم‌یقه
پفی‌مرغ نیم‌یقه (نام علمی: Malacoptila semicincta)، گونه‌ای از پرندگان نزدیک گنجشک‌سان از خانواده پفی‌مرغان (Bucconidae) و یکی از هفت گونه از سردهٔ Malacoptila است که در بولیوی، برزیل و پرو یافت می‌شود.